# Djebel Bou Amoud
Djebel Bou Amoud es una montaña en el oeste de Argelia. Se encuentra en la  wilaya de Naâma, 600 km al suroeste de la capital, Argel.
El clima es desértico y frío. La temperatura media anual en los alrededores es de 22 °C. El mes más caluroso es julio, con una temperatura promedio de 33 °C, y el más frío, enero, con una temperatura de 10 °C. 
  La precipitación media anual es de 270 milímetros. El mes de mayor precipitación es noviembre, con una precipitación promedio de 80 milímetros, y el mes más seco es junio, con 2 milímetros.